# عبدالله عراقی
عبدالله عراقی (زاده ۱۳۴۲ قزوین) سرتیپ سپاه پاسداران انقلاب اسلامی است، که هم‌اکنون ریاست پژوهشکده دفاع مقدس پژوهشگاه علوم و معارف دفاع مقدس را برعهده دارد. او از ۱۳۸۸ تا ۱۳۹۶ جانشین فرمانده نیروی زمینی سپاه پاسداران بود.
وی در خلال جنگ ایران و عراق از اعضای سپاه پاسداران بود. عراقی از ۱۳۷۹ تا ۱۳۸۳ فرماندهی لشکر ۱۷ علی ابن ابیطالب را برعهده داشت، از ۱۳۸۳ تا ۱۳۸۴ فرمانده لشکر ۱۴ امام حسین بود، از ۱۳۸۴ تا ۱۳۸۷ به‌عنوان فرمانده لشکر ۱۰ سیدالشهدا فعالیت می‌کرد و از ۱۳۸۷ تا ۱۳۸۸ فرمانده سپاه محمد رسول‌الله بود. وی در فاصله سالهای ۱۳۸۸ تا ۱۳۹۶ جانشینی فرمانده نیروی زمینی سپاه پاسداران را برعهده داشت و از ۱۳۹۷ تا ۱۳۹۹ رئیس اداره امنیت معاونت اطلاعات ستاد کل نیروهای مسلح بود.
۱۳ آوریل ۲۰۱۱ اتحادیه اروپا وی را به دلیل نقشی که در نقض گسترده و شدید حقوق شهروندان ایرانی داشته، تحریم کرد. در آذر ۱۳۹۰، وزارت خزانه‌داری ایالات متحده آمریکا نیز وی را به دلیل نقض جدی حقوق بشر تحریم کرد.

## زندگی‌نامه
عبدالله عراقی در قزوین متولد شده و رئیس اداره امنیت معاونت اطلاعات ستاد کل نیروهای مسلح، جانشین سابق فرمانده نیروی زمینی سپاه پاسداران انقلاب اسلامی است. عبدالله عراقی مسئولیتهایی چون فرماندهی سپاه محمد رسول‌الله تهران بزرگو فرماندهی منطقه مقاومت بسیج تهران را بر عهده داشته است. عبدالله عراقی همچنین فرماندهی لشکر مخصوص سیدالشهدا و سابقه حضور و مسئولیت در لشکرهای ۱۰ سیدالشهدا، ۸ نجف، ۱۴ امام حسین، لشکر علی بن ابیطالب، ۳۱ عاشورا و سپاه ۲۷ محمد رسول را نیز در کارنامه خود دارد. ۱۳ آذر ۱۳۹۶ سرتیپ پاسدار روح‌الله نوری به جای عراقی به سمت جانشین فرمانده نیروی زمینی سپاه منصوب شد.

## تحریم
اتحادیه اروپا طی تصمیم مورخ ۲۳ فروردین ۱۳۹۰ (۱۳ آوریل ۲۰۱۱)، ۳۲ مقام ایرانی از جمله عبدالله عراقی را به دلیل «نقشی که در نقض گسترده و شدید حقوق شهروندان ایرانی داشته‌اند»، از ورود به کشورهای این اتحادیه محروم کرد. کلیه دارایی‌های احتمالی او نیز در اروپا توقیف خواهد شد.
در آذرماه ۱۳۹۰ وزارت خزانه‌داری ایالات متحده آمریکا نیز عبدالله عراقی را به دلیل نقض جدی حقوق بشر تحریم کرد. بر اساس این تحریم از ورود عبدالله عراقی به آمریکا جلوگیری و دارایی‌های احتمالی‌ او در آمریکا توقیف می‌شود. هم‌چنین شهروندان ایالات متحده، حق هیچ‌گونه معامله‌ای با او را نخواهند داشت..

## نقض حقوق بشر
در تابستان سال ۱۳۸۸ عبدالله عراقی به عنوان فرمانده سپاه محمد رسول الله تهران بزرگ در جلوگیری از اعتراضات پس از انتخابات ریاست جمهوری نقش داشته است.
بر اساس بیانیه وزارت خزانه‌داری ایالات متحده آمریکا، عبدالله عراقی پیش از آنکه جانشین فرمانده نیروی زمینی سپاه پاسداران شود، فرمانده سپاه محمد رسول الله تهران بزرگ بود. او در مقام فرمانده سپاه محمد رسول الله تهران بزرگ در سرکوب خشن اعتراضات به نتایج انتخابات ریاست جمهوری سال ۱۳۸۸ مسئول است.